# Formel-4-Meisterschaft der Vereinigten Arabischen Emirate
Die Formel-4-Meisterschaft der Vereinigten Arabischen Emirate war eine Automobilrennserie nach dem FIA-Formel-4-Reglement in den Vereinigten Arabischen Emiraten. Die erste Saison der Formel-4-Meisterschaft der Vereinigten Arabischen Emirate wurde zur Saison 2016/17 ausgetragen.

## Geschichte
Nachdem die FIA 2013 die Einführung eines Formel-4-Reglements beschlossen hatte, wurde die Formel-4-Meisterschaft der Vereinigten Arabischen Emirate zur Saison 2016/17 ins Leben gerufen. Die Formel-4-Meisterschaft der Vereinigten Arabischen Emirate wurde vom Automobile & Touring Club of the United Arab Emirates (ATCUAE) veranstaltet, die Promotion der Serie hatte AUH Motorsports übernommen.
2025 wird die Rennserie zugunsten einer Öffnung anderer arabischer Staaten in Formel-4-Meisterschaft des Mittleren Ostens umbenannt.

## Fahrzeug
In der Formel-4-Meisterschaft der Vereinigten Arabischen Emirate wurde zu Beginn das Tatuus-Chassis F4-T014 mit einem Abarth 1,4-Liter-T-Jet-Motor verwendet. Ab der Saison 2022 wurde das neue Tatuus-Chassis T-421, welches unter anderem über das Halo-System verfügt, eingesetzt. Zur ersten Saison wurden Reifen vom Hersteller Dunlop verwendet, danach wurden die Reifon von Hankook bezogen.

## Bisherige Meister
| Saison  | Meister           | Punkte | Zweiter             | Punkte | Dritter         | Punkte | Bestes Team                   | Punkte | Rookie              | Punkte            | Quelle |
| ------- | ----------------- | ------ | ------------------- | ------ | --------------- | ------ | ----------------------------- | ------ | ------------------- | ----------------- | ------ |
| 2016/17 | Jonathan Aberdein | 368    | Logan Sargeant      | 261    | Sean Babington  | 224    | Team Motopark                 | 629    | Nicht ausgetragen   | Nicht ausgetragen | [ 6 ]  |
| 2017/18 | Charles Weerts    | 377    | David Schumacher    | 325    | Tom Beckhäuser  | 262    | Dragon Motopark F4            | 580    | Nicht ausgetragen   | Nicht ausgetragen | [ 7 ]  |
| 2019/18 | Matteo Nannini    | 363    | Joshua Dürksen      | 295    | Shihab Alhabsi  | 269    | Xcel Motorsport               | 632    | Nicht ausgetragen   | Nicht ausgetragen | [ 8 ]  |
| 2020/18 | Francesco Pizzi   | 300    | Lorenzo Fluxá       | 274    | Nico Göhler     | 270    | Xcel Motorsport               | 595    | Francesco Pizzi     | 300               | [ 9 ]  |
| 2021/18 | Enzo Trulli       | 319    | Dilano van ’t Hoff  | 318    | Kirill Smal     | 289    | Xcel Motorsport               | 1024   | Enzo Trulli         | 319               | [ 10 ] |
| 2022/18 | Charlie Wurz      | 255    | Rafael Câmara       | 210    | Aiden Neate     | 199    | Prema Racing                  | 550    | Rafael Câmara       | 303               | [ 11 ] |
| 2023/18 | James Wharton     | 232    | Tuukka Taponen      | 212    | Ugo Ugochukwu   | 185    | Mumbai Falcons Racing Limited | 444    | Tuukka Taponen      | 279               | [ 12 ] |
| 2024/18 | Freddie Slater    | 172    | Kean Nakamura-Berta | 168    | Keanu Al Azhari | 164    | Mumbai Falcons Racing Limited | 340    | Kean Nakamura-Berta | 275               | [ 13 ] |